# Kagurargus kikuyai
Genre
Espèce
Kagurargus kikuyai, unique représentant du genre Kagurargus, est une espèce d'araignées aranéomorphes de la famille des Linyphiidae.

## Distribution
Cette espèce est endémique de Kyūshū au Japon,. Elle se rencontre  à Saiki dans la préfecture d'Ōita entre 300 et 400 m d'altitude sur le Kagura-yama.

## Description
Le mâle holotype mesure 1,26 mm et la femelle paratype 1,33 mm.

## Étymologie
Cette espèce est nommée en l'honneur de Narayoshi Kikuya.

## Publication originale
- Ono, 2007 : Eight new species of the families Hahniidae, Theridiidae, Linyphiidae and Anapidae (Arachida, Araneae) from Japan. Bulletin of the National Science Museum Tokyo, sér. A, vol. 33, p. 153-173 (texte intégral).